# MIND CIRCUS
『MIND CIRCUS』（マインド・サーカス）は、中谷美紀の再デビュー・シングル（通算では2作目）。1996年5月17日にフォーライフミュージックエンタテイメントからリリースされた。
坂本龍一プロデュースによる作品。

## 概要
前作「あなたがわからない」から2年5か月ぶりとなる再デビュー・シングル。公式サイトでは1st singleと表記されている。カップリング曲が存在せず、2曲目には表題曲のインストゥルメンタルが収録されている。
表題曲は、中谷本人が″日比野遥″役で出演している日本テレビ系ドラマ『俺たちに気をつけろ。』の挿入歌として使用された。
2024年3月現在、「砂の果実」に次ぐ2番目の売上を記録したシングルである。

## 背景
タイトルの「MIND CIRCUS」は、作詞を手掛けた売野雅勇による造語。売野が作詞家として活躍する以前にコピーライターとして働き始めた24歳の時に思いついた言葉だという。一般的な意味での ″サーカス″ は、肉体を使ってどこまでアクロバティックな動きが出来るか限界ギリギリまで挑戦する姿を見せるものであるのに対し、″マインドサーカス″ は、頭を使って思考のアクロバットで限界に挑戦することであるとし、コピーを書くときも、歌詞を考えるときも、映画を作るときも、頭の中で常に限界まで思考のアクロバットに挑もうと意識してきた自分のクリエイターとしての原点であり、自分そのものであると語っている。また、当時売野が編集長をしていた某雑誌の中に「マインドサーカス」というコーナーがあり、それを目にしたと思われる坂本龍一が、YMOを結成した直後の1978年に雑誌のインタビューで「僕が今、一番記憶に残っている言葉はマインドサーカスだ」と発言したことを想起し、それからおよそ18年後の1996年に中谷のシングル曲で坂本が作曲を担当、売野が作詞を担当する運びとなった際、″マインドサーカス″ は、実は自分が作った言葉であると伝え、この言葉で繋がった二人の出会いを記念しようとシングルのタイトルを「MIND CIRCUS」に決めたと話している。

## 収録曲
1. MIND CIRCUS（5:16）
作詞：売野雅勇 / 作曲・編曲：坂本龍一[4]
2. MIND CIRCUS (Instrumental)

## カバー
- 星野みちる - 2019年4月27日にライブで歌唱[5]。
- Tokimeki Records ひかり - 2021年1月2日に配信シングルとしてリリース。2021年11月30日にライブで歌唱[6]。

## 収録作品
| 発売日         | タイトル                                                   |
| -------------- | ---------------------------------------------------------- |
| 1996年9月4日   | 食物連鎖                                                   |
| 1998年8月21日  | ABSOLUTE VALUE                                             |
| 2001年9月27日  | PURE BEST                                                  |
| 2003年4月9日   | LOVE The Best Selection                                    |
| 2010年9月8日   | モテキ的音楽のススメ 中柴いつか 小宮山夏樹盤               |
| 2016年12月21日 | Masterpieces PURE GOLD POPS 売野雅勇作品集「天国より野蛮」 |